# 劳伊恰尼·拉斯洛
劳伊恰尼·拉斯洛（匈牙利語：Rajcsányi László，1907年2月16日—1992年9月5日），出生于布达佩斯，匈牙利男子击剑运动员。他曾参加1936年、1948年和1952年夏季奥运会击剑比赛，共获得3枚金牌。